# فهرست مجموعه‌های تلویزیونی ترکیه
این صفحه شامل فهرستی از سریال‌های تلویزیونی ترکی است که از سال ۲۰۱۸ تاکنون تولید شده‌اند. در این فهرست، سریال‌ها به تفکیک سال تولید مرتب شده‌اند.

## ۲۰۲۵
| سریال‌ها                            | تعداد قسمت‌ها | تعداد فصل‌ها | وضعیت                    | شبکه/پلتفرم پخش |
| ---------------------------------- | ------------ | ----------- | ------------------------ | --------------- |
| دو درصد                            | ۱۰           | ۱           | پخش شده                  | تبیی            |
| عاشقان بی‌نام                       | ۸            | ۱           | پخش شده                  | نتفلیکس         |
| خانواده سعادت                      | -            | ۱           | به زودی                  | ای‌تی‌وی          |
| التای                              | -            | ۱           | به زودی                  | تبیی            |
| مربی                               | -            | ۱           | به زودی                  | تبیی            |
| تیمارستان                          | -            | ۱           | به زودی                  | تبیی            |
| عشق، ازدواج، نفرت                  | -            | ۱           | به زودی                  | نامشخص          |
| عشق را به خاطر بسپار               | -            | ۱           | به زودی                  | دیزنی پلاس      |
| چهاردهم ماه                        | -            | ۱           | به زودی                  | مکس             |
| جدایی هم بخشی از عشق است           | -            | ۱           | به زودی                  | نتفلیکس         |
| آیشه: یک ماجراجویی روحانی          | -            | ۱           | به زودی                  | تبیی            |
| روزی دیگر                          | ۱۰           | ۱           | پایان یافته              | ای‌تی‌وی          |
| رئیسجمهور: حبس خانگی               | -            | ۱           | به زودی                  | گین             |
| درون من                            | -            | ۱           | به زودی                  | تبیی            |
| افسانه‌های هزار و یک شب             | -            | ۱           | به زودی                  | تبیی            |
| یک احتمال دیگر هست                 | ۸            | ۱           | پخش شده                  | نتفلیکس         |
| روزگاری در استانبول                | ۱۴           | ۱           | در حال پخش               | تی‌آرتی ۱        |
| دختران نقاش                        | -            | ۱           | به زودی                  | نامشخص          |
| بالای ابرها                        | -            | ۱           | به زودی                  | شو تی‌وی         |
| جمهوری جهانگیر                     | ۱۰           | ۱           | پخش شده                  | تبیی            |
| تپش قلب                            | -            | ۱           | به زودی                  | استار تی‌وی      |
| گل‌ها می‌شکفند                       | -            | ۱           | به زودی                  | نامشخص          |
| اتاق دو نفره                       | -            | ۱           | اولین قسمت (۲۲ مه)       | NOW             |
| دنیایی که آیتن تغییر داد           | -            | ۱           | به زودی                  | دیزنی پلاس      |
| التورکو                            | ۶            | ۱           | پخش شده                  | گین             |
| شبی خوشمزه                         | -            | ۱           | به زودی                  | نتفلیکس         |
| اشرف رؤیا                          | ۸            | ۱           | در حال پخش               | کانال دی        |
| فر                                 | -            | ۱           | به زودی                  | گین             |
| نامه‌هایی به آینده                  | -            | ۱           | به زودی                  | نتفلیکس         |
| جانشین                             | -            | ۱           | به زودی                  | شو تی‌وی         |
| خندان                              | -            | ۱           | به زودی                  | نتفلیکس         |
| زمین خرمن                          | -            | ۱           | به زودی                  | تبیی            |
| خاطره تو کافیست                    | ۴            | ۱           | پایان یافته (مینی سریال) | گین             |
| دایرةالمعارف استانبول              | ۸            | ۱           | پخش شده                  | نتفلیکس         |
| اعتراف                             | -            | ۱           | به زودی                  | تبیی            |
| یاسمن                              | -            | ۱           | به زودی                  | مکس             |
| کالبدشناسی آشوب                    | -            | ۱           | به زودی                  | مکس             |
| کارا کنان                          | ۸            | ۱           | پخش شده                  | اکسین           |
| زمستان سیاه                        | -            | ۱           | به زودی                  | تبیی            |
| روشنایی برف                        | -            | ۱           | به زودی                  | تبیی            |
| گل‌های یخزده                        | ۱۰           | ۱           | پایان یافته              | ای‌تی‌وی          |
| دهکده                              | -            | ۱           | به زودی                  | نتفلیکس         |
| سال‌های گمشده                       | -            | ۱           | به زودی (روزانه)         | کانال ۷         |
| پدر دختری                          | ۱۰           | ۱           | پخش شده                  | تبیی            |
| زمین‌های خشمگین                     | -            | ۱           | به زودی                  | نامشخص          |
| اگر شاه ببازد                      | ۱۳           | ۱           | در حال پخش               | استار تی‌وی      |
| همسر دوم                           | ۱۴           | ۱           | در حال پخش               | یوتیوب          |
| ماکاری                             | -            | ۱           | به زودی                  | ای‌تی‌وی          |
| استاد                              | -            | ۱           | به زودی                  | نامشخص          |
| موزه معصومیت                       | -            | ۱           | به زودی                  | نتفلیکس         |
| میرا                               | -            | ۱           | به زودی                  | نامشخص          |
| خبرنگار                            | -            | ۱           | به زودی                  | تبیی            |
| ناصر                               | -            | ۱           | به زودی                  | تبیی            |
| مرگ به چه کسی می‌آید؟               | -            | ۱           | به زودی                  | نامشخص          |
| پی.ای. وای                         | -            | ۱           | به زودی                  | تبیی            |
| بازار                              | ۶            | ۱           | پایان یافته              | کانال دی        |
| افلاطونی                           | -            | ۱           | به زودی                  | نتفلیکس         |
| یکشنبه بادی                        | -            | ۱           | به زودی                  | تبیی            |
| خانواده هشتم                       | -            | ۱           | به زودی                  | دیزنی پلاس      |
| کلاه سیاه                          | ۱۰           | ۱           | پخش شده                  | تبیی            |
| آخرین قاب                          | -            | ۱           | به زودی                  | گین             |
| غزال فنری                          | ۶            | ۱           | پایان یافته              | ای‌تی‌وی          |
| تبعیدشدگان                         | ۱۰           | ۱           | پخش شده                  | تبیی            |
| اسیر ترک در جزیره شیطان: پلیس جمیل | ۴            | ۱           | پخش شده                  | تبیی            |
| این دریا طغیان خواهد کرد           | -            | ۱           | به زودی                  | استار تی‌وی      |
| پوست                               | -            | ۱           | به زودی                  | نامشخص          |
| وفا سلطان                          | ۳۰           | ۱           | پایان یافته              | تی‌آرتی ۱        |
| بی‌وجدان                            | -            | ۱           | به زودی                  | بی‌آین کانکت     |
| اکو: دست نامرئی                    | ۱۰           | ۱           | پخش شده                  | تبیی            |
| زندگی جدید                         | -            | ۱           | به زودی                  | گین             |
| زمبیللی                            | ۱۳           | ۱           | پایان یافته              | ای‌تی‌وی          |
| یک بلیت به ذهن من                  | -            | ۱           | به زودی                  | تبیی            |

## ۲۰۲۴
| نام سریال                             | تعداد قسمت‌ها | تعداد فصل‌ها | وضعیت پخش             | شبکه/پلتفرم      |
| ------------------------------------- | ------------ | ----------- | --------------------- | ---------------- |
| پسر طلایی                             | ۱۰           | ۲           | پخش شده               | یوتیوب / بلوتیوی |
| مادرم آنکارا                          | ۱۵           | ۱           | پایان یافته           | کانال دی         |
| ناشناس                                | ۵            | ۱           | پخش شده               | اکسین            |
| ارجن                                  | ۶            | ۱           | پخش شده               | گین              |
| آساف                                  | ۶            | ۱           | پخش شده               | نتفلیکس          |
| عشق، ازدواج، طلاق                     | ۴            | ۱           | پایان یافته           | NOW              |
| دشمن عشق                              | ۴            | ۱           | حذف شده از پخش        | تی‌وی۸            |
| پایان آیاز خورشید                     | ۷۵           | ۱           | پایان یافته (روزانه)  | کانال دی         |
| عزیز محمود هدایی: سفر عشق             | ۲۰           | ۱           | پایان یافته           | تی‌آرتی ۱         |
| بهار                                  | ۴۶           | ۲           | در حال پخش            | شو تی‌وی          |
| یک قصه شبانه                          | ۳۲           | ۱           | در حال پخش            | ای‌تی‌وی           |
| یک عشق است                            | ۱۳           | ۱           | پایان یافته           | تی‌آرتی ۱         |
| یک قسم خوردم                          | ۱۰۰          | ۱           | پایان یافته (روزانه)  | کانال ۷          |
| زندگی‌ای که ما را متحد کرد             | ۱۵۰          | ۱           | پایان یافته (روزانه)  | کانال دی / تیوی۲ |
| دین زندگی                             | ۲۰           | ۱           | در حال پخش            | ای‌تی‌وی           |
| شاگرد                                 | ۱۰           | ۱           | پخش شده               | تبیی             |
| حرکات خیلی باحال بچه‌ها                | ۱۰           | ۱           | پخش شده (برنامه کمدی) | تبیی             |
| نابغه                                 | ۳۱           | ۱           | پایان یافته           | شو تی‌وی          |
| تعادل: یکی بودن                       | ۸            | ۱           | پخش شده               | گین              |
| گره                                   | ۸            | ۱           | پخش شده               | آمازون پرایم     |
| پسر اصلی                              | ۸            | ۱           | پخش شده               | گین              |
| بی‌رحم                                 | ۲۰           | ۱           | پایان یافته           | NOW              |
| غسال                                  | ۱۰           | ۱           | فصل بین فصل‌ها         | تبیی             |
| عروس                                  | ۲۰۶          | ۲           | در حال پخش (روزانه)   | کانال ۷          |
| باغ مخفی                              | ۶            | ۱           | پایان یافته           | NOW              |
| سرزمین عشق‌های زیبا                    | ۶            | ۱           | پایان یافته           | کانال دی         |
| هولدینگ                               | ۴            | ۱           | پایان یافته           | ای‌تی‌وی           |
| دانه‌های مروارید                       | ۴۴           | ۲           | فصل بین فصل‌ها         | کانال دی         |
| عروس خارجی مورد نیاز است              | ۲۲           | ۱           | پایان یافته           | تی‌آرتی ترک       |
| جعل‌کار                                | ۸            | ۱           | پایان یافته           | شو تی‌وی          |
| افسانه درخت سیاه                      | ۳۰           | ۲           | پایان یافته           | تی‌آرتی ۱         |
| توت سیاه                              | ۶            | ۱           | پایان یافته           | ای‌تی‌وی           |
| مواجهه‌ها                              | ۷            | ۱           | پخش شده               | اکسین            |
| چه کسانی آمدند، چه کسانی رفتند        | ۱۶           | ۲           | پخش شده               | نتفلیکس          |
| گسسته                                 | ۵            | ۱           | پایان یافته           | NOW              |
| نترس من کنارت هستم                    | ۷            | ۱           | پایان یافته           | NOW              |
| نقطه کور                              | ۴            | ۱           | پایان یافته           | ای‌تی‌وی           |
| خون بد                                | ۶            | ۱           | پایان یافته           | NOW              |
| دبیرستان نجات                         | ۱۳           | ۱           | پخش شده               | گین              |
| یک تشویق قوی                          | ۶            | ۱           | پخش شده               | نتفلیکس          |
| کبری                                  | ۱۶           | ۲           | پخش شده               | نتفلیکس          |
| افسانه خاکستر                         | ۱۰           | ۱           | پایان یافته           | تی‌آرتی ۱         |
| لیلا: زندگی… عشق… عدالت               | ۳۳           | ۱           | در حال پخش            | NOW              |
| محسن جی                               | ۱۳           | ۲           | در حال پخش            | گین              |
| مارنالی                               | ۱۰           | ۱           | پخش شده               | تبیی             |
| محمد: سلطان فتح‌ها                     | ۴۵           | ۲           | در حال پخش            | تی‌آرتی ۱         |
| آریو                                  | ۸            | ۱           | فصل بین فصل‌ها         | گین              |
| تپه بادگیر                            | ۲۰۳          | ۲           | در حال پخش (روزانه)   | کانال ۷          |
| بی‌صاحبان                              | ۲۳           | ۱           | در حال پخش            | استار تی‌وی       |
| گریه نکن استانبول                     | ۸            | ۱           | حذف شده از پخش        | استار تی‌وی       |
| قبل از تو                             | ۳            | ۱           | حذف شده از پخش        | کانال دی         |
| قلب سیاه                              | ۳۲           | ۱           | در حال پخش            | شو تی‌وی          |
| بازجویی                               | ۱۰           | ۱           | فصل بین فصل‌ها         | بی‌آین کانکت      |
| خانواده شاکیر پاشا: معجزات و رسوایی‌ها | ۱۵           | ۱           | فصل بین فصل‌ها         | NOW              |
| سنگ، کاغذ، قیچی                       | ۱۹           | ۲           | پایان یافته           | کانال دی         |
| مهمان همیشگی                          | ۲۲           | ۱           | در حال پخش            | تی‌آرتی ترک       |
| تمیز                                  | ۴            | ۱           | پخش شده               | اکسین            |
| توزکوپاران اسکندر: راز                | ۱۰           | ۱           | پخش شده               | تبیی             |
| شهر دور                               | ۲۶           | ۱           | در حال پخش            | کانال دی         |
| گل‌های وحشی                            | ۳            | ۱           | پایان یافته           | ای‌تی‌وی           |
| دروغ                                  | ۳۰           | ۱           | پایان یافته           | کانال دی         |
| مناره تنها                            | ۱۹           | ۱           | در حال پخش            | تی‌آرتی ترک       |
| اتاق کناری                            | ۴            | ۱           | حذف شده از پخش        | استار تی‌وی       |
| انگار فردایی نیست                     | ۴            | ۱           | پایان یافته           | گین              |
| دروازه‌های زمان                        | ۱۰           | ۱           | فصل بین فصل‌ها         | بی‌آین کانکت      |

## ۲۰۲۳
| سریال‌ها                      | تعداد قسمت‌ها | تعداد فصل‌ها | وضعیت                | شبکه/پلتفرم پخش           |
| ---------------------------- | ------------ | ----------- | -------------------- | ------------------------- |
| ۱۹۷۳: قتل در هتل بیلمور      | ۶            | ۱           | پخش شده              | تبیی                      |
| #adaleTT                     | ۱۰           | ۱           | پخش شده              | تبیی                      |
| قدم من فراه                  | ۲۷           | ۲           | پایان یافته          | فاکس                      |
| خانواده                      | ۳۰           | ۲           | پایان یافته          | شو تی‌وی                   |
| عاکف                         | ۱۳           | ۱           | پخش شده              | تبیی                      |
| بازیگر زن                    | ۸            | ۱           | پخش شده              | دیزنی پلاس                |
| عَلَم سرخ                      | ۱۹           | ۱           | حذف شده از پخش       | تی‌آرتی ۱                  |
| قفس طلایی                    | ۴            | ۱           | حذف شده از پخش       | ای‌تی‌وی                    |
| آرا/کارا                     | ۵            | ۱           | پایان یافته          | شو تی‌وی                   |
| جستجو                        | ۶            | ۱           | پخش شده              | دیزنی پلاس                |
| عشق ما کافیست                | ۲۰           | ۲           | پخش شده              | تبیی                      |
| پرندگان آتشین                | ۵۴           | ۲           | پایان یافته          | ای‌تی‌وی                    |
| یک نفر کاملاً متفاوت          | ۱۶           | ۱           | پایان یافته          | فاکس                      |
| مشکل دارم                    | ۵            | ۱           | پایان یافته          | ای‌تی‌وی                    |
| این خلأ را چگونه پر کنم؟     | ۶            | ۱           | پخش شده              | بلوتیوی                   |
| خانواده زیبای من             | ۲۲           | ۱           | پایان یافته          | تی‌آرتی ۱                  |
| یک مشکل دارم                 | ۶            | ۱           | پایان یافته          | کانال دی                  |
| از چه کسی فرار می‌کردیم مادر؟ | ۷            | ۱           | پخش شده              | نتفلیکس                   |
| دیتون                        | ۶            | ۱           | پخش شده              | تبیی                      |
| تست فیلمبرداری               | ۶            | ۱           | پخش شده              | بلوتیوی                   |
| بنفش عمیق                    | ۸            | ۱           | پخش شده              | تبیی                      |
| سنگ آرزو                     | ۲۰           | ۱           | پایان یافته          | کانال دی                  |
| نه اوغوز                     | ۶            | ۱           | پایان یافته          | فاکس                      |
| مدار رأس‌السرطان              | ۱۴           | ۱           | پایان یافته          | کانال دی                  |
| دنیا همین است                | ۸            | ۱           | پایان یافته          | گین                       |
| اِگو                          | ۱۳           | ۱           | پایان یافته          | فاکس                      |
| ای وای! آقای رمضان           | ۲۰           | ۲           | پخش شده              | تبیی                      |
| فداکار                       | ۵۰           | ۱           | پایان یافته (روزانه) | کانال ۷                   |
| گولجمال                      | ۱۳           | ۱           | پایان یافته          | فاکس                      |
| های سلطان                    | ۲۰           | ۲           | فصل بین فصل‌ها        | تبیی                      |
| شادی زندگی من                | ۱۸           | ۱           | پایان یافته          | تی‌آرتی ۱                  |
| عشق بی‌مرز                    | ۶۳           | ۲           | فصل بین فصل‌ها        | NOW                       |
| آزاد                         | ۱۰           | ۱           | پخش شده              | تبیی                      |
| پیوندهای سرنوشت              | ۵            | ۱           | پایان یافته          | فاکس                      |
| بازی‌های سرنوشت               | ۸۰           | ۱           | پایان یافته (روزانه) | a2                        |
| دختر موفرفری                 | ۴            | ۱           | پایان یافته          | هوکس تی‌وی                 |
| در                           | ۱۰           | ۱           | پخش شده              | تبیی                      |
| هر که خود بیفتد، گریه نمی‌کند | ۲۷           | ۱           | پایان یافته          | تی‌آرتی ۱                  |
| قسمت                         | ۱۰           | ۱           | پایان یافته          | فاکس                      |
| گل‌های سرخ                    | ۴۶           | ۲           | پایان یافته          | NOW                       |
| سیب سرخ: داستان یک فتح       | ۸            | ۱           | پخش شده              | تبیی                      |
| سبد کثیف                     | ۴۰           | ۲           | پایان یافته          | NOW                       |
| نام رمز پرستو                | ۵۳           | ۲           | در حال پخش           | تی‌آرتی ۱                  |
| سفید تیره                    | ۸            | ۱           | پخش شده              | تبیی                      |
| ملکه                         | ۱۱           | ۱           | پایان یافته          | کانال دی                  |
| صلاح‌الدین ایوبی: فاتح قدس    | ۵۷           | ۲           | در حال پخش           | تی‌آرتی ۱                  |
| کلاغ: تاریکی بی‌پایان         | ۱۰           | ۱           | پخش شده              | تبیی                      |
| نابغه کوچک: ابن سینا         | ۲۰           | ۲           | پخش شده              | تبیی                      |
| ماگارسوس                     | ۱۶           | ۲           | پخش شده              | بلوتیوی / مکس             |
| محسوسه: طرابلسغرب            | ۱۸           | ۲           | پخش شده              | تبیی                      |
| تبعید به آبی                 | ۲۵           | ۱           | پایان یافته          | شو تی‌وی / یوتیوب          |
| متامورفوز: شکست              | ۱۰           | ۱           | پخش شده              | تبیی                      |
| مولانا جلال‌الدین رومی        | ۳۰           | ۳           | پخش شده              | تبیی                      |
| افسانه‌های مدرن شرق           | ۸            | ۱           | فصل بین فصل‌ها        | تبیی                      |
| چه کشتی‌هایی سوزاندم          | ۸            | ۱           | پایان یافته          | شو تی‌وی                   |
| سازماندهی کار ماست           | ۱۰           | ۱           | پخش شده              | تبیی                      |
| عمر                          | ۵۴           | ۲           | پایان یافته          | استار تی‌وی                |
| شاهزاده                      | ۱۷           | ۳           | در حال پخش           | بلوتیوی / مکس             |
| روح نمی‌شنود                  | ۹            | ۱           | پایان یافته          | فاکس                      |
| یاقوت کبود                   | ۲۶           | ۱           | پایان یافته          | ای‌تی‌وی                    |
| مرا پنهان کن                 | ۲۶           | ۱           | پایان یافته          | استار تی‌وی                |
| بوی صندوق                    | ۵۰           | ۲           | پایان یافته          | شو تی‌وی                   |
| زمان پیچک                    | ۱۶           | ۱           | پایان یافته          | بی‌آین کانکت               |
| تو، من، او!                  | ۸            | ۱           | پخش شده              | بلوتیوی                   |
| سرحد                         | ۱۰           | ۱           | پخش شده              | تبیی                      |
| روز آخر                      | ۸            | ۱           | پخش شده              | تبیی                      |
| زندگی رؤیایی من              | ۳۰           | ۱           | پایان یافته          | NOW                       |
| شاهماران                     | ۱۴           | ۲           | فصل بین فصل‌ها        | نتفلیکس                   |
| سالن عروسی شانزلیزه          | ۸            | ۱           | پخش شده              | تبیی                      |
| شبکه                         | ۱۰           | ۱           | پخش شده              | تبیی                      |
| شاهدخت بی‌تاج                 | ۱۳           | ۲           | حذف شده از پخش       | فاکس                      |
| خیاط                         | ۲۳           | ۳           | پایان یافته          | نتفلیکس                   |
| پسر مزدور                    | ۷            | ۱           | حذف شده از پخش       | فاکس                      |
| توزکوپاران اسکندر: سایه      | ۱۰           | ۱           | پخش شده              | تبیی                      |
| کارآگاه ترک                  | ۸            | ۱           | پایان یافته          | پارامونت پلاس / تی‌وی پلاس |
| دانشجویی                     | ۱۰           | ۱           | پخش شده              | تبیی                      |
| نامادری                      | ۸            | ۱           | پایان یافته          | ای‌تی‌وی                    |
| نامه خداحافظی                | ۲۴           | ۱           | پایان یافته          | کانال دی                  |
| نمی‌گذارم به دیگران بسپارت    | ۹            | ۱           | پایان یافته          | ای‌تی‌وی                    |
| اگر خیلی دوست داشته باشی     | ۱۳           | ۱           | پایان یافته          | کانال دی                  |
| وحشی                         | ۵۱           | ۲           | پایان یافته          | NOW                       |
| قلب‌های تنها                  | ۱۰۰          | ۱           | پایان یافته (روزانه) | فاکس                      |
| روزهای آتش: ایندپندنتا       | ۸            | ۱           | پخش شده              | تبیی                      |
| آفریده                       | ۸            | ۱           | پخش شده              | نتفلیکس                   |
| بازیگر نقش مکمل              | ۱۰           | ۱           | پخش شده              | تبیی                      |
| آهنگ تابستان                 | ۸            | ۱           | پایان یافته          | فاکس                      |
| دریای سبز: هزاره             | ۲۰           | ۲           | فصل بین فصل‌ها        | تبیی                      |
| دختر دره سبز                 | ۷۳           | ۱           | پایان یافته (روزانه) | شو تی‌وی                   |
| ستاره‌ها از من دورند          | ۴            | ۱           | پایان یافته          | ای‌تی‌وی                    |
| معجزه صدساله                 | ۱۳           | ۱           | پایان یافته          | استار تی‌وی                |

## ۲۰۲۲
| سریال‌ها                        | تعداد قسمت‌ها | تعداد فصل‌ها | وضعیت                      | شبکه/پلتفرم پخش   |
| ------------------------------ | ------------ | ----------- | -------------------------- | ----------------- |
| اسمش عشقه                      | ۱۱           | ۱           | پایان یافته                | ای‌تی‌وی            |
| آه کجا                         | ۷            | ۱           | پایان یافته                | استار تی‌وی        |
| خیانت                          | ۷۱           | ۲           | پایان یافته                | ای‌تی‌وی            |
| بچه آلمانی                     | ۵۲           | ۲           | پایان یافته                | تی‌آرتی ترک        |
| راز مادر است بچه               | ۱۱           | ۱           | پایان یافته                | تی‌وی۸             |
| آندروپوز                       | ۶            | ۱           | پخش شده                    | نتفلیکس           |
| در واقع آزادی                  | ۹            | ۱           | پخش شده                    | گین               |
| عشق قمار است                   | ۷            | ۱           | پخش شده                    | اکسین             |
| عشق و امید                     | ۲۸۵          | ۲           | پایان یافته (روزانه)       | کانال دی          |
| سفر عشق: حاجی بایرام ولی       | ۲۶           | ۱           | پایان یافته (هفتگی/روزانه) | تی‌آرتی ۱          |
| پدر                            | ۳۰           | ۲           | پایان یافته                | شو تی‌وی           |
| لالایی بالکان                  | ۲۵           | ۱           | پایان یافته                | تی‌آرتی ۱          |
| بارباروس خیرالدین: فرمان سلطان | ۲۰           | ۱           | پایان یافته                | تی‌آرتی ۱          |
| من در این جهان نمی‌گنجم         | ۶۸           | ۲           | پایان یافته                | ای‌تی‌وی            |
| من خاکستری                     | ۸            | ۱           | پخش شده                    | دیزنی پلاس        |
| یک نور کوچک روز                | ۳۶           | ۱           | پایان یافته                | ای‌تی‌وی            |
| یک افسانه پری                  | ۱۳           | ۱           | پایان یافته                | فاکس              |
| مادر عزیزم                     | ۳۵۰          | ۱           | پایان یافته (روزانه)       | تی‌وی۸             |
| مجرمان                         | ۶            | ۱           | پخش شده                    | گین               |
| چکش و گل: داستانی از بهزاد چ.  | ۱۵           | ۲           | فصل بین فصل‌ها              | بلوتیوی / مکس     |
| مرد زباله‌ای                    | ۳۰           | ۲           | پایان یافته                | استار تی‌وی        |
| آشفته                          | ۹            | ۱           | پایان یافته                | فاکس              |
| ایستاده                        | ۹            | ۱           | پخش شده                    | گین               |
| صدایم را بشنو                  | ۲۰           | ۱           | پایان یافته                | استار تی‌وی        |
| بین من و دنیا                  | ۸            | ۱           | پخش شده                    | دیزنی پلاس        |
| اگر مرد عشق بورزد              | ۲۶           | ۱           | پایان یافته                | بی‌آین کانکت       |
| ارشان کونری                    | ۱۶           | ۲           | پخش شده                    | نتفلیکس           |
| اسارت                          | ۵۱۷          | ۳           | در حال پخش (روزانه)        | کانال ۷           |
| در انتهای شب                   | ۲۶           | ۱           | پایان یافته                | استار تی‌وی        |
| بگذار زندگی راه خودش را برود   | ۴۱           | ۱           | پایان یافته                | شو تی‌وی           |
| پنهان و مخفی                   | ۸            | ۱           | پایان یافته                | فاکس              |
| افسانه گل                      | ۱۷           | ۱           | پایان یافته                | ای‌تی‌وی            |
| به سرنوشتت لبخند بزن           | ۵            | ۱           | پایان یافته                | فاکس              |
| روزهای زیبا                    | ۲۶           | ۱           | پایان یافته                | شو تی‌وی           |
| قاضی                           | ۱۰           | ۱           | پایان یافته                | ای‌تی‌وی            |
| رؤیاها و زندگی‌ها               | ۲۶           | ۱           | پایان یافته                | بی‌آین کانکت       |
| زندگی امروز                    | ۸            | ۱           | پایان یافته                | شو تی‌وی           |
| شانس زندگی من                  | ۹            | ۱           | پایان یافته                | فاکس              |
| حسرت                           | ۱۶۰          | ۱           | پایان یافته (روزانه)       | کانال دی          |
| آتش درون ما                    | ۵            | ۱           | پایان یافته                | ای‌تی‌وی            |
| نیکی                           | ۲۷           | ۲           | پایان یافته                | فاکس              |
| فرار                           | ۸            | ۱           | پخش شده                    | دیزنی پلاس        |
| در مقابل سرنوشت                | ۳۹           | ۱           | پایان یافته (روزانه)       | تی‌وی۸             |
| گل‌های خونین                    | ۴۳۴          | ۳           | پایان یافته (روزانه)       | کانال ۷           |
| تخته سیاه                      | ۲۰           | ۱           | پایان یافته                | تی‌آرتی ۱          |
| دکتر دهکده                     | ۳۲           | ۲           | پایان یافته                | تی‌آرتی ۱          |
| کباب                           | ۲۹           | ۴           | پخش شده                    | بلوتیوی           |
| شربت زغال اخته                 | ۱۰۱          | ۳           | در حال پخش                 | شو تی‌وی           |
| مستأجر بی‌عیب                   | ۶            | ۱           | پایان یافته                | فاکس              |
| پرواز پرنده                    | ۲۴           | ۳           | پایان یافته                | نتفلیکس           |
| قبرستان                        | ۱۲           | ۲           | پخش شده (سری فیلم)         | نتفلیکس           |
| همسان عالی                     | ۱۳           | ۱           | پایان یافته                | تی‌آرتی ۱          |
| چطرفن شدم؟                     | ۱۲           | ۱           | پایان یافته                | بی‌آین کانکت       |
| پسرم                           | ۱۵           | ۱           | پایان یافته                | شو تی‌وی           |
| اون دختر                       | ۲۴           | ۱           | پایان یافته                | کانال دی          |
| نیمه شب در پِرَا پالاس           | ۱۶           | ۲           | پخش شده                    | نتفلیکس           |
| فقط دوستیم                     | ۲۰           | ۱           | پایان یافته                | اکسین             |
| از تو قشنگتر                   | ۱۴           | ۱           | پایان یافته                | فاکس              |
| تو را در قلبم پنهان کردم       | ۷            | ۱           | پایان یافته                | تی‌آرتی ۱          |
| دوست خواهی داشت                | ۲۰           | ۱           | پایان یافته                | کانال دی          |
| زمان دوست داشنه                | ۵            | ۱           | پایان یافته                | ای‌تی‌وی            |
| ذهن داغ                        | ۸            | ۱           | پایان یافته                | نتفلیکس           |
| روز صفر                        | ۶            | ۱           | پایان یافته                | تی‌وی۸             |
| سوارهنظام                      | ۸            | ۱           | پایان یافته                | شو تی‌وی           |
| به حرف‌هات گوش میدم             | ۱۰           | ۱           | پایان یافته                | اکسین             |
| تا آخرین نفسم                  | ۵            | ۱           | پایان یافته                | فاکس              |
| خاک و نهال                     | ۱۰۰          | ۱           | پایان یافته                | استار تی‌وی        |
| توزلی‌یاکا                      | ۲۶           | ۱           | پایان یافته                | فاکس              |
| تله                            | ۲۶           | ۱           | پایان یافته                | تی‌وی۸             |
| مطیعان                         | ۸            | ۱           | پخش شده                    | نتفلیکس           |
| سه خواهر                       | ۸۴           | ۳           | پایان یافته                | کانال دی          |
| اینارو داریم                   | ۲۶           | ۲           | فصل بین فصل‌ها              | بی‌آین کانکت / تود |
| یاکاموز اس-۲۴۵                 | ۷            | ۱           | پخش شده                    | نتفلیکس           |
| شیطان ساحلی                    | ۱۰۱          | ۳           | پایان یافته                | استار تی‌وی        |
| گرگ تنها                       | ۳۲           | ۲           | پایان یافته                | ای‌تی‌وی            |
| سرنوشت                         | ۷۴           | ۱           | پایان یافته (روزانه)       | تی‌وی۸             |
| بن‌بست قلب                      | ۲۸           | ۱           | پایان یافته                | تی‌آرتی ۱          |
| درخت زیتون                     | ۱۶           | ۲           | فصل بین فصل‌ها              | نتفلیکس           |

## ۲۰۲۱
| سریال‌ها                          | تعداد قسمت‌ها | تعداد فصل‌ها | وضعیت                | شبکه/پلتفرم پخش                                |
| -------------------------------- | ------------ | ----------- | -------------------- | ---------------------------------------------- |
| ۵۰ متر مربع                      | ۸            | ۱           | پایان یافته          | نتفلیکس                                        |
| آکانس                            | ۱۰           | ۱           | پایان یافته          | بلوتیوی                                        |
| افسانه آدا                       | ۲۵           | ۱           | پایان یافته          | استار تی‌وی                                     |
| کافه قدم به قدم                  | ۱۰           | ۱           | پخش شده              | اکسین                                          |
| آکینجی                           | ۲۰           | ۱           | حذف شده از پخش       | ای‌تی‌وی                                         |
| آلپارسلان: سلجوقی بزرگ           | ۶۱           | ۲           | پایان یافته          | تی‌آرتی ۱                                       |
| وقتی مادرمان را پنهان می‌کردیم    | ۸            | ۱           | پایان یافته          | استار تی‌وی                                     |
| دستورالعمل عشق                   | ۱۳           | ۱           | پایان یافته          | کانال دی                                       |
| عشق، منطق، انتقام                | ۴۲           | ۱           | پایان یافته          | فاکس                                           |
| کارهای پایینی                    | ۳۸           | ۴           | فصل بین فصل‌ها        | گین                                            |
| عزیز                             | ۲۸           | ۱           | حذف شده از پخش       | شو تی‌وی                                        |
| بابام خیلی تغییر کرد             | ۴            | ۱           | پایان یافته          | کانال دی                                       |
| بازی بخت                         | ۱۷           | ۱           | پایان یافته          | کانال دی                                       |
| بارباروس‌ها: شمشیر مدیترانه       | ۳۲           | ۱           | پایان یافته          | تی‌آرتی ۱                                       |
| دردسرساز                         | ۱۳           | ۱           | پایان یافته          | ای‌تی‌وی                                         |
| زندگی من                         | ۶            | ۱           | پایان یافته          | استار تی‌وی                                     |
| یک سیت‌کام زیرزمینی               | ۱۰           | ۱           | پخش شده              | اکسین                                          |
| روزگاری قبرس/قبرس: به سوی پیروزی | ۲۴           | ۲           | پایان یافته          | تی‌آرتی ۱                                       |
| خطی که ما را جدا کرد             | ۵            | ۱           | پخش شده              | گین                                            |
| بونکیس                           | ۱۵           | ۲           | پایان یافته          | بلوتیوی                                        |
| شیر دشت: جلال‌الدین               | ۷            | ۱           | پخش شده              | ای‌تی‌وی / تبیی (تکرار)                          |
| بُری ۲۰۳۹                         | ۶            | ۱           | فصل بین فصل‌ها        | بلوتیوی                                        |
| سقف‌های شیشه‌ای                    | ۸            | ۱           | پایان یافته          | شو تی‌وی                                        |
| دختر شیشه‌ای                      | ۸۲           | ۳           | پایان یافته          | کانال دی                                       |
| دایره                            | ۸            | ۱           | پخش شده (سری فیلم)   | کانال دی                                       |
| افسانه                           | ۲۸           | ۲           | پایان یافته          | ای‌تی‌وی                                         |
| شرق                              | ۲۴           | ۳           | پخش شده              | وودافون تی‌وی / بلوتیوی / ترکسل تی‌وی پلاس / گین |
| سکان                             | ۶            | ۱           | پایان یافته          | یوتیوب                                         |
| حال دنیا                         | ۲۰           | ۱           | پایان یافته          | تی‌آرتی ۱                                       |
| بعدش چی؟                         | ۱۰           | ۱           | پایان یافته          | اکسین                                          |
| دختر گوزن                        | ۱۳           | ۱           | پایان یافته          | فاکس                                           |
| بالاخره یک روز                   | ۵            | ۱           | پایان یافته          | فاکس                                           |
| همه چیز دربارهٔ ازدواج            | ۳۳           | ۱           | پایان یافته          | فاکس                                           |
| عشق سابق                         | ۲۴           | ۱           | پایان یافته          | گین                                            |
| تأثیرگذار                        | ۲۰           | ۲           | پایان یافته          | گین                                            |
| فندوم                            | ۲۶           | ۲           | پایان یافته          | بی‌آین کانکت                                    |
| فاطمه                            | ۶            | ۱           | پخش شده              | نتفلیکس                                        |
| گیبی                             | ۶۵           | ۶           | در حال پخش           | اکسین                                          |
| پیچیده                           | ۱۳           | ۱           | پخش شده              | کانال دی دیجیتال                               |
| هملت                             | ۷            | ۱           | پخش شده              | گین                                            |
| هیچ                              | ۸            | ۱           | حذف شده از پخش       | بلوتیوی                                        |
| بی‌اعتبار                         | ۱۰           | ۱           | پخش شده              | اکسین                                          |
| یکی از ما                        | ۶            | ۱           | پایان یافته          | شو تی‌وی                                        |
| راز ما دو نفر                    | ۱۰           | ۱           | پایان یافته          | ای‌تی‌وی                                         |
| برخی اتفاقات جالب                | ۲۰           | ۲           | پخش شده              | اکسین                                          |
| اولین و آخرین                    | ۱۴           | ۲           | فصل بین فصل‌ها        | بلوتیوی / مکس                                  |
| این داستان من است                | ۸            | ۱           | پایان یافته          | اکسین                                          |
| بازی سرنوشتم                     | ۲۶           | ۱           | پایان یافته          | استار تی‌وی                                     |
| خانه کاغذی                       | ۸            | ۱           | پایان یافته          | استار تی‌وی                                     |
| زخم قلب                          | ۳۲           | ۱           | پایان یافته          | ای‌تی‌وی                                         |
| سرزمین‌های بی‌قانون                | ۱۶           | ۱           | پایان یافته          | فاکس                                           |
| خواهر و برادرهایم                | ۱۳۲          | ۴           | پایان یافته          | ای‌تی‌وی                                         |
| عشق تصادفی                       | ۱۳           | ۱           | پایان یافته          | استار تی‌وی                                     |
| پدر قهرمان                       | ۸            | ۱           | پایان یافته          | شو تی‌وی                                        |
| زندگی‌های شکسته                   | ۱۰۰          | ۱           | پایان یافته (روزانه) | کانال دی / تیوی۲                               |
| کلوپ                             | ۲۰           | ۲           | پخش شده              | نتفلیکس                                        |
| لیلا و مجنون                     | ۴۰           | ۴           | پایان یافته          | اکسین                                          |
| زندانی                           | ۳۱           | ۲           | پایان یافته          | فاکس                                           |
| محرمانه                          | ۱۰           | ۱           | پایان یافته (مستند)  | تی‌آرتی ۱                                       |
| ماراشلی                          | ۲۶           | ۱           | پایان یافته          | ای‌تی‌وی                                         |
| قلعه افسانه‌ها: دزد پری           | ۱۶           | ۲           | پایان یافته          | بلوتیوی                                        |
| معصومیت                          | ۱۳           | ۱           | پایان یافته          | فاکس                                           |
| ماورا                            | ۲۶           | ۱           | پایان یافته (روزانه) | تی‌آرتی ۱                                       |
| متود                             | ۴            | ۱           | پایان یافته          | گین                                            |
| مهمان                            | ۵            | ۱           | پایان یافته          | فاکس                                           |
| مظنونان معمولی                   | ۱۰           | ۱           | پایان یافته          | اکسین                                          |
| متوسط! عشق!                      | ۲۰           | ۲           | پایان یافته          | گین                                            |
| خانه دانشجویی                    | ۱۰           | ۱           | پایان یافته          | اکسین                                          |
| زمان مرگ                         | ۸            | ۱           | پایان یافته          | اکسین                                          |
| کسانی که خصوصی پیش می‌روند        | ۲۶           | ۲           | پایان یافته          | گین                                            |
| پنهان                            | ۱۰           | ۱           | پخش شده              | بلوتیوی                                        |
| به تو قول دادم                   | ۷            | ۱           | پایان یافته          | استار تی‌وی                                     |
| خیلی منتظرت موندم                | ۱۳           | ۱           | پایان یافته          | استار تی‌وی                                     |
| همزمان                           | ۶            | ۱           | پایان یافته          | گین                                            |
| با صدای بلند خندیدم              | ۲۰           | ۱           | پایان یافته          | اکسین                                          |
| سیار                             | ۱۰           | ۱           | پایان یافته          | پوهوتوی                                        |
| مادر جادویی                      | ۳۰           | ۲           | پایان یافته          | اکسین                                          |
| آخرین تابستان                    | ۲۶           | ۲           | پایان یافته          | فاکس                                           |
| آقای شرف                         | ۱۰           | ۱           | پایان یافته          | اکسین                                          |
| درمانگر                          | ۷            | ۱           | پایان یافته          | گین                                            |
| تشکیلات                          | ۱۴۴          | ۵           | در حال پخش           | تی‌آرتی ۱                                       |
| توزکوپاران اسکندر                | ۴۶           | ۲           | پایان یافته          | تی‌آرتی ۱                                       |
| افسانه شهر دور                   | ۵            | ۱           | پایان یافته          | فاکس                                           |
| سه سکه                           | ۲۸           | ۱           | پایان یافته          | شو تی‌وی                                        |
| چیزهای وحشی                      | ۸            | ۱           | پخش شده              | اکسین                                          |
| دروغگو                           | ۱۰           | ۱           | پایان یافته          | شو تی‌وی                                        |
| دروغگوها و شمع‌هایشان             | ۵            | ۱           | پایان یافته          | فاکس                                           |
| قضاوت                            | ۹۵           | ۳           | پایان یافته          | کانال دی                                       |
| یشیلچام                          | ۲۰           | ۲           | پخش شده              | بلوتیوی                                        |
| زود باش زینب                     | ۲۰           | ۱           | پایان یافته          | اکسین                                          |

## ۲۰۲۰
| سریال‌ها                  | تعداد قسمت‌ها | تعداد فصل‌ها | وضعیت                                   | شبکه/پلتفرم پخش |
| ------------------------ | ------------ | ----------- | --------------------------------------- | --------------- |
| ۱۰ هزار قدم              | ۲۰           | ۲           | پایان یافته                             | گین             |
| مادران/مادران تازهکار    | ۱۶۵          | ۱           | پایان یافته (روزانه / برنامه تلویزیونی) | تی‌آرتی ۱        |
| شرکت خانوادگی            | ۳۹           | ۳           | پایان یافته                             | بی‌آین کانکت     |
| عقرب                     | ۲۶           | ۱           | پایان یافته                             | استار تی‌وی      |
| الف                      | ۱۶           | ۲           | پخش شده                                 | بلوتیوی         |
| شعله‌ور                   | ۲۸           | ۱           | پایان یافته                             | شو تی‌وی         |
| خرابی                    | ۳۰           | ۱           | پایان یافته                             | شو تی‌وی         |
| عشق ۱۰۱                  | ۱۶           | ۲           | پایان یافته                             | نتفلیکس         |
| پدر خوب خانواده          | ۴            | ۱           | پایان یافته                             | کانال دی        |
| بابل                     | ۲۰           | ۲           | پایان یافته                             | استار تی‌وی      |
| سد                       | ۳۹           | ۱           | پایان یافته                             | فاکس            |
| آقای اشتباه              | ۱۴           | ۱           | پایان یافته                             | فاکس            |
| گناه یک مادر             | ۵            | ۱           | حذف شده از پخش                          | کانال دی        |
| یک چیز دیگه است          | ۸            | ۱           | پایان یافته                             | نتفلیکس         |
| عشق پشت بام              | ۱۶           | ۱           | پایان یافته                             | کانال دی        |
| برهنه                    | ۱۷           | ۲           | پخش شده                                 | بلوتیوی         |
| کودکی                    | ۱۱           | ۱           | پایان یافته                             | فاکس            |
| امانت                    | ۸۰۵          | ۴           | پایان یافته (روزانه)                    | کانال ۷         |
| خانگی                    | ۱۳           | ۱           | پایان یافته                             | تی‌آرتی ۱        |
| گالیسیا تحت اشغال        | ۶            | ۱           | پایان یافته                             | یوتیوب          |
| بگو عشق                  | ۴            | ۱           | حذف شده از پخش                          | ای‌تی‌وی          |
| جوانی‌ام افسوس            | ۱۷           | ۱           | پایان یافته                             | ای‌تی‌وی          |
| کوه دل                   | ۱۷۹          | ۵           | در حال پخش                              | تی‌آرتی ۱        |
| روز چهارم                | ۱۰           | ۱           | پایان یافته                             | پوهوتوی         |
| خدمتکاران                | ۳            | ۱           | حذف شده از پخش                          | کانال دی        |
| در خوشی و ناخوشی         | ۶            | ۱           | پایان یافته                             | استار تی‌وی      |
| دکتر مغز                 | ۹            | ۱           | پخش شده                                 | وودافون تی‌وی    |
| کفاره                    | ۳۵           | ۱           | پایان یافته                             | فاکس            |
| اتاق قرمز                | ۶۱           | ۲           | پایان یافته                             | تی‌وی۸           |
| سفر با پرندگان           | ۳۰           | ۱           | پایان یافته (روزانه)                    | تی‌آرتی ۱        |
| ماریا و مصطفی            | ۱۷           | ۱           | پایان یافته                             | ای‌تی‌وی          |
| آپارتمان بی‌گناهان        | ۷۱           | ۲           | پایان یافته                             | تی‌آرتی ۱        |
| منیجرمو تماس بگیر        | ۴۵           | ۱           | پایان یافته                             | استار تی‌وی      |
| شفافیت                   | ۳            | ۱           | پایان یافته                             | یوتیوب          |
| معلم                     | ۹            | ۱           | پایان یافته                             | فاکس            |
| دیگه بسه                 | ۹            | ۱           | پایان یافته                             | یوتیوب          |
| رامو                     | ۴۰           | ۲           | پایان یافته                             | شو تی‌وی         |
| ظهور امپراتوری‌ها: عثمانی | ۱۲           | ۲           | فصل بین فصل‌ها                           | نتفلیکس         |
| بی‌وفا                    | ۶۰           | ۲           | پایان یافته                             | کانال دی        |
| احترام                   | ۱۶           | ۲           | پخش شده                                 | بلوتیوی         |
| تو در رو بزن             | ۵۲           | ۲           | پایان یافته                             | فاکس            |
| بچه‌های خیابان            | ۵۵           | ۷           | پایان یافته                             | بلوتیوی         |
| سمت چپ من                | ۱۲           | ۱           | پایان یافته                             | استار تی‌وی      |
| بقال سرگردان ۲۱۶         | ۳            | ۱           | پایان یافته                             | تی‌وی۸           |
| قول شرافت                | ۴            | ۱           | پایان یافته                             | شو تی‌وی         |
| توبه‌ها قبول              | ۳۲           | ۱           | پایان یافته                             | تی‌آرتی ۱        |
| نگه‌دارنده‌ها              | ۱۹           | ۱           | پایان یافته                             | تی‌آرتی ۱        |
| عمارت خانم ترکان         | ۱۹۳          | ۱           | پایان یافته (روزانه / برنامه تلویزیونی) | تی‌آرتی ۱        |
| بیداری: سلجوقی بزرگ      | ۳۴           | ۱           | پایان یافته                             | تی‌آرتی ۱        |
| یا استقلال یا مرگ        | ۱۲           | ۱           | پایان یافته (مینی سریال)                | تی‌آرتی ۱        |
| عشق‌های ناتمام            | ۸            | ۱           | پایان یافته                             | بلوتیوی         |
| زندگی جدید               | ۹            | ۱           | پایان یافته                             | کانال دی        |
| زمهریر                   | ۱۰           | ۱           | پایان یافته                             | شو تی‌وی         |
| ققنوس                    | ۲۶           | ۲           | پایان یافته                             | فاکس            |

## ۲۰۱۹
| نام سریال                            | تعداد قسمت‌ها | تعداد فصل‌ها | وضعیت پخش                       | شبکه یا پلتفرم پخش |
| ------------------------------------ | ------------ | ----------- | ------------------------------- | ------------------ |
| ۴N1K: شروعی نو                       | ۱۳           | ۱           | پایان‌یافته                      | FOXplay            |
| عشق پر زرق‌وبرق (Afili Aşk)           | ۳۸           | ۱           | پایان‌یافته                      | Kanal D            |
| عشق گریه می‌آورد                      | ۱۶           | ۱           | پایان‌یافته                      | Show TV            |
| هدیه (Atiye)                         | ۲۴           | ۳           | پایان‌یافته                      | نتفلیکس            |
| همین‌طور همین‌طور (Aynen Aynen)        | ۴۳           | ۶           | در حال پخش                      | یوتیوب / BluTV     |
| عزیزه (Azize)                        | ۶            | ۱           | پخش متوقف‌شده                    | Kanal D            |
| در انتظار بهار                       | ۱۲۰          | ۱           | پایان‌یافته (سریال روزانه)       | Beyaz TV           |
| بهزات چ: داستانی پلیسی در آنکارا     | ۹            | ۱           | پایان‌یافته                      | BluTV              |
| اسم من ملک است (Benim Adım Melek)    | ۶۶           | ۲           | پایان‌یافته                      | TRT 1              |
| رؤیای یک قهرمان                      | ۱            | —           | پایان‌یافته (فیلم تلویزیونی)     | —                  |
| دروغ شیرین من                        | ۲۸           | ۱           | پایان‌یافته                      | Star TV            |
| داستان یک خانواده                    | ۱۸           | ۲           | پایان‌یافته                      | FOX                |
| خانه نیایشی                          | ۱۷           | ۱           | پخش متوقف‌شده                    | atv                |
| کودک                                 | ۱۸           | ۱           | پایان‌یافته                      | Star TV            |
| حرکات زیبا ۲                         | ۲۰۵          | ۷           | وقفه فصل (برنامه طنز)           | Kanal D / Star TV  |
| برابر با برابر                       | ۵            | ۱           | پایان‌یافته (مینی‌سریال روزانه)   | TRT 1              |
| خانه‌ای که در آن زاده شدی سرنوشت توست | ۴۳           | ۲           | پایان‌یافته                      | TV8                |
| فرهاد و شیرین                        | ۶            | ۱           | پخش متوقف‌شده                    | FOX                |
| گوربی                                | ۱۳           | ۱           | پایان‌یافته                      | FOXplay            |
| کبوتر (Güvercin)                     | ۱۶           | ۱           | پایان‌یافته                      | Star TV            |
| حلقه (Halka)                         | ۱۹           | ۱           | پخش متوقف‌شده                    | TRT 1              |
| حکیم‌اوغلو                            | ۵۱           | ۲           | پایان‌یافته                      | Kanal D            |
| تو در همه جا هستی                    | ۲۳           | ۱           | پایان‌یافته                      | FOX                |
| هرجایی (Hercai)                      | ۶۹           | ۳           | پایان‌یافته                      | atv                |
| گروه آوازهای درونی                   | ۵            | ۱           | پایان‌یافته                      | YouTube            |
| درخت انجیر                           | ۱۴۰          | ۱           | پایان‌یافته (سریال روزانه)       | TRT 1              |
| فرزندان خواهر                        | ۲۱           | ۲           | پایان‌یافته                      | Star TV            |
| هیچ‌کس نمی‌داند                        | ۲۷           | ۱           | پایان‌یافته                      | atv                |
| گلوله (Kurşun)                       | ۷            | ۱           | پایان‌یافته                      | FOX                |
| قیام عثمان                           | ۱۹۲          | ۶           | در حال پخش                      | atv                |
| عشق شمالی: عشق اول                   | ۶۴           | ۲           | پایان‌یافته                      | Show TV            |
| زاغ سیاه (Kuzgun)                    | ۲۱           | ۲           | پایان‌یافته                      | Star TV            |
| لکه                                  | ۹            | ۱           | پخش متوقف‌شده                    | Kanal D            |
| دکتر معجزه‌گر                         | ۶۴           | ۲           | پایان‌یافته                      | FOX                |
| نگهبان                               | ۸            | ۱           | پایان‌یافته                      | Show TV            |
| کاباره                               | ۱۰           | ۲           | پایان‌یافته                      | BluTV              |
| معشوق در زنجیر                       | ۱            | —           | پایان‌یافته (فیلم تلویزیونی)     | —                  |
| دختر سفیر                            | ۵۲           | ۲           | پایان‌یافته                      | Star TV            |
| یک بار عاشقت شدم                     | ۱۵۴          | ۱           | پایان‌یافته (سریال روزانه)       | Star TV            |
| گذشته عزیز                           | ۸            | ۱           | پایان‌یافته                      | Star TV            |
| قهرمان                               | ۳۴           | ۱           | پایان‌یافته                      | TRT 1              |
| یک دل واحد                           | ۲۲           | ۱           | پایان‌یافته                      | TRT 1              |
| ضربه                                 | ۶            | ۱           | پایان‌یافته                      | FOX                |
| وصال                                 | ۴۴           | ۲           | پایان‌یافته                      | TRT 1              |
| پرندگان زخمی                         | ۱۶۵          | ۱           | پایان‌یافته                      | Kanal D            |
| سوگند                                | ۵۰۳          | ۴           | پایان‌یافته (سریال روزانه/هفتگی) | Kanal 7            |
| روبه‌رو شدن                           | ۴            | ۱           | پایان‌یافته                      | Kanal D            |
| استانبول بی‌رحم                       | ۳۹           | ۲           | پایان‌یافته                      | Kanal D            |
| ثروتمند و فقیر                       | ۸            | ۱           | پایان‌یافته                      | atv                |

## ۲۰۱۸
| نام سریال                                    | تعداد قسمت | تعداد فصل | وضعیت پخش   | شبکه یا پلتفرم         |
| -------------------------------------------- | ---------- | --------- | ----------- | ---------------------- |
| اولین عشق 4N1K İlk Aşk                       | ۱۲         | ۱         | پایان یافته | FOX                    |
| روز هشتم 8. Gün                              | ۶          | ۱         | پایان یافته | atv                    |
| افراد عجیب Acayip Tipler                     | ۶          | ۱         | پایان یافته | برنامه کمدی FOX        |
| نامش زهرا Adı: Zehra                         | ۱۴         | ۱         | پایان یافته | FOX                    |
| گریه نکن مادر Ağlama Anne                    | ۱۳         | ۱         | پایان یافته | atv                    |
| آلیجا Alija                                  | ۶          | ۱         | پایان یافته | مینی سری TRT 1         |
| عشق‌نجومی Aşktroloji                          | ۱          | –         | پایان یافته | فیلم تلویزیونی         |
| حیاط Avlu                                    | ۴۴         | ۲         | بین فصول    | Star TV                |
| گناهان پدرم Babamın Günahları                | ۴          | ۱         | پایان یافته | Star TV                |
| بامسی بیرک Bamsı Beyrek                      | ۱          | –         | پایان یافته | فیلم تلویزیونی         |
| بارتو من Bartu Ben                           | ۱۰         | ۱         | پایان یافته | BluTV                  |
| مرا رها نکن Beni Bırakma                     | ۶۳۰        | ۴         | پایان یافته | سریال روزانه atv       |
| به اندازه‌ام Benden Bu Kadar                  | ۱          | –         | پایان یافته | فیلم تلویزیونی         |
| باد دیوانه Bir Deli Rüzgar                   | ۶          | ۱         | پایان یافته | FOX                    |
| یک لیتر اشک Bir Litre Gözyaşı                | ۱۵         | ۱         | پایان یافته | Kanal D                |
| یک معجزه باشد Bir Mucize Olsun               | ۳          | ۱         | پایان یافته | FOX                    |
| یک امید کافیست Bir Umut Yeter                | ۶          | ۱         | پایان یافته | Kanal D                |
| روزگاری در چوکورا Bir Zamanlar Çukurova      | ۱۴۱        | ۴         | پایان یافته | atv                    |
| تمام شدی Bittin Sen                          | ۱          | –         | پایان یافته | فیلم تلویزیونی         |
| دشت Bozkır                                   | ۱۸         | ۲         | در حال پخش  | BluTV                  |
| بره Börü                                     | ۶          | ۱         | پایان یافته | Star TV                |
| زخم‌های جان Can Kırıkları                     | ۴          | ۱         | پایان یافته | atv                    |
| تصادف Çarpışma                               | ۲۴         | ۱         | پایان یافته | Show TV                |
| شادی ما Darısı Başımıza                      | ۵          | ۱         | پایان یافته | Show TV                |
| عمیق Dip                                     | ۸          | ۱         | پایان یافته | puhutv                 |
| پست دودولو Dudullu Postası                   | ۱۳         | ۱         | پایان یافته | BluTV                  |
| شاهزاده خزر Ege'nin Hamsisi                  | ۲۳         | ۱         | پایان یافته | TRT 1                  |
| دستم را رها نکن Elimi Bırakma                | ۵۹         | ۲         | پایان یافته | TRT 1                  |
| پرنده صبحگاهی Erkenci Kuş                    | ۵۱         | ۱         | پایان یافته | Star TV                |
| آستانه Eşik                                  | ۱۰         | ۱         | پایان یافته | –                      |
| گلیزار Gülizar                               | ۱۰         | ۱         | پایان یافته | Kanal D                |
| گلپری Gülperi                                | ۳۰         | ۱         | پایان یافته | Show TV                |
| هاکان: محافظ Hakan: Muhafız                  | ۳۲         | ۴         | پایان یافته | Netflix                |
| هق هق Hıçkırık                               | ۵۰         | ۱         | پایان یافته | سریال روزانه Kanal D   |
| دوقلوهای ممو-جان İkizler Memo-Can            | ۲۵         | ۱         | لغو شده     | Kanal D                |
| جرم بشری İnsanlık Suçu                       | ۸          | ۱         | پایان یافته | Kanal D                |
| جت سوسیت Jet Sosyete                         | ۵۹         | ۳         | پایان یافته | Star TV / TV8 / puhutv |
| سلطان قلبم Kalbimin Sultanı                  | ۸          | ۱         | پایان یافته | Star TV                |
| کاناگا Kanaga                                | ۱۳         | ۱         | پایان یافته | یوتیوب                 |
| برادران خونین Kan Kardeşler                  | ۱          | –         | پایان یافته | فیلم تلویزیونی         |
| کاش هرگز بزرگ نمی‌شدیم Keşke Hiç Büyümeseydik | ۴          | ۱         | لغو شده     | Show TV                |
| دخترم Kızım                                  | ۳۴         | ۱         | پایان یافته | TV8                    |
| دروغ‌های بزرگ Koca Koca Yalanlar              | ۱۲         | ۱         | پایان یافته | Kanal D                |
| خانواده بزرگ Kocaman Ailem                   | ۸          | ۱         | پایان یافته | atv                    |
| بی‌گناه نیستیم Masum Değiliz                  | ۶          | ۱         | لغو شده     | atv                    |
| محمدجیک: پیروزی مقدس Mehmetçik: Kutlu Zafer  | ۱۴         | ۱         | پایان یافته | TRT 1                  |
| محمدجیک: قطول عماره Mehmetçik: Kut'ül-Amare  | ۱۹         | ۱         | پایان یافته | TRT 1                  |
| محمد: فاتح جهان Mehmed: Bir Cihan Fatihi     | ۶          | ۱         | پایان یافته | Kanal D                |
| عشق فرشتگان Meleklerin Aşkı                  | ۱۱         | ۱         | پایان یافته | Show TV                |
| زوج عالی Muhteşem İkili                      | ۱۲         | ۱         | پایان یافته | Kanal D                |
| نفس نفس Nefes Nefese                         | ۱۰         | ۱         | پایان یافته | Star TV                |
| مرگ را ببین Ölümü Gör                        | ۱          | –         | پایان یافته | فیلم تلویزیونی         |
| تو تعریف کن Sen Anlat Karadeniz              | ۶۴         | ۳         | پایان یافته | atv                    |
| ثروت Servet                                  | ۴          | ۱         | پایان یافته | Show TV                |
| تپه شاهین Şahin Tepesi                       | ۶          | ۱         | پایان یافته | atv                    |
| شخصیت Şahsiyet                               | ۲۲         | ۲         | در حال پخش  | puhutv / GAİN          |
| تمام سر Tam Kafadan                          | ۶          | ۱         | پایان یافته | یوتیوب                 |
| همسر خطرناک Tehlikeli Karım                  | ۶          | ۱         | پایان یافته | Show TV                |
| توپک‌پرانی Tozkoparan                         | ۵۵         | ۳         | پایان یافته | TRT 1                  |
| توفا Tufa                                    | ۳          | ۱         | پایان یافته | –                      |
| داماد خارجی Yabancı Damat                    | ۱          | –         | پایان یافته | فیلم تلویزیونی         |
| سیب ممنوع Yasak Elma                         | ۱۷۷        | ۶         | پایان یافته | FOX                    |
| بی‌مردگان Yaşamayanlar                        | ۸          | ۱         | پایان یافته | BluTV                  |
| دشمن خانه‌ام Yuvamdaki Düşman                 | ۶          | ۱         | پایان یافته | Show TV                |